# La Nevera Roja
La Nevera Roja fue una empresa española de comercio por internet fundada en el año 2011 en Madrid de la mano de Izzan Gónzalez y José del Barrio. La Nevera Roja, presente en más de 600 localidades españolas, contaba con 7.000 restaurantes asociados y con 30 variedades de comida de todos los continentes, con la posibilidad de realizar la entrega a domicilio o recogida del pedido en el propio restaurante.
La plataforma actuaba como intermediario entre los consumidores de comida a domicilio, que podían realizar pedidos en línea a través de la web o de la aplicación para móvil entre los restaurantes de su localidad, eligiendo entre métodos de pago en línea o en efectivo, y toda la red de restaurantes asociados a La Nevera Roja.

## Integración por Global Online Takeaway Group
La Nevera Roja fue adquirida en febrero de 2015 por el holding Rocket Internet group, pasando a formar parte del grupo Global Online Takeaway Group.
Global Online Takeaway Group es un conglomerado internacional del sector de la comida a domicilio. Opera en más de 64 países bajo distintas marcas como son Foodpanda en Asia,  Hellofood en Sudamérica e Italia, o La Nevera Roja en el caso del territorio español. Cuenta con más de 40.000 restaurantes agregados y maneja unas cifras de 70 millones de pedidos a cierre de 2014.  
Con la integración en Global Online Takeaway Group La Nevera Roja se ha visto dotada de nuevos recursos para ampliar su cobertura y servicio, tanto desde el punto de vista de sus restaurantes asociados, como del consumidor. Tras la adquisición Iñigo Amoribieta fue nombrado CEO y los dos cofundadores de la compañía startup dejaron la empresa para centrarse en nuevos proyectos.

## Venta final a Just Eat
Después de ver las cifras de negocio que manejaba La Nevera Roja, Rocket Internet descubrió que las cifras de ventas eran altas, pero en una parte importante debida a las campañas de marketing con cupones y códigos de descuento. 
Una vez modificada la estrategia y eliminado los jugosos cupones de descuento con los que llegaban a ofrecer hasta un 50% de ahorro, las ventas se redujeron drásticamente y la aceleradora alemana decidió venderla en abril de 2016 a Just Eat junto a PizzaBo, Hellofood Brasil y Hellofood México por un total de 125 millones de euros, sus homólogos en respectivos países.
No se ha desvelado de forma oficial qué parte corresponde a cada empresa.
En su mejor época La Nevera Roja alcanzaba el 50% de cuota de mercado en Madrid y Barcelona. Si se entra en la página web de La Nevera Roja, puede verse un banner que indica que forma parte del grupo Just Eat.
La venta ya ha sido aprobada por la CNMC que no ve riesgos de monopolio, aunque ambas marcas sumen prácticamente el 90% del negocio de mercado.

## Marca
En 2014 La Nevera Roja realizó su primera campaña de televisión. En la última campaña de televisión contó con el humorista Goyo Jiménez como prescriptor.

## Reconocimientos
A lo largo de su trayectoria, La Nevera Roja ha recibido distintos reconocimientos. Los más recientes siendo:
- eCommerce Awards España 2015

Mejor Webshop mobile en 2015.
- XI Edición de los Premios Emprendedores

Mejor PYMe del año 2015.
- Premios a las 50 Mejores Ideas Digitales

Premio a la mejor aplicación para móviles de 2015.